# مانسوة ثؤلولية
مانسوة ثؤلولية (الاسم العلمي:Mansoa verrucifera) هي نوع من النباتات تتبع جنس المانسوة من الفصيلة البنيونية.